# Keith Andes
Keith Andes (bürgerlich John Charles Andes; * 12. Juli 1920 in Ocean City, New Jersey; † 11. November 2005 in Santa Clarita, Kalifornien) war ein US-amerikanischer Schauspieler.

## Leben und Karriere
Andes begann seine Karriere im Showgeschäft im Alter von zwölf Jahren beim Radio. Er war als Sänger und Sprecher bereits zur Highschool-Zeit aktiv. Während des Zweiten Weltkrieges diente er bei der United States Air Force und trat 1943 am Broadway in Moss Harts Bühnenstück Winged Victory über eine Gruppe von Rekruten auf. Hier wurde er von dem Filmproduzenten Darryl F. Zanuck entdeckt und er bekam im folgenden Jahr eine kleine Rolle in der Filmfassung der Show. Danach kehrte er zeitweilig wieder an den Broadway zurück. Für seinen Auftritt in dem Stück The Chocolate Soldier gewann Andes 1947 den Theatre World Award. Auf der Bühne trat er oftmals in Musicals auf, jedoch hatte er in Filmen immer nur Sprechrollen ohne Berücksichtigung seiner guten Baritonstimme.
Ende der 1940er-Jahre begann sich Andes auf seine Filmkarriere in Hollywood zu fokussieren. Eine erste nennenswerte Rolle bekam er 1947 in der oscarprämierten Filmkomödie Die Farmerstochter als Filmbruder von Loretta Young, Lex Barker und James Arness. Vor allem in den 1950er-Jahren war er Hauptdarsteller in diversen B-Filmen. Hier war der blonde, athletische Darsteller vor allem wegen seines guten Aussehens als ähnlicher Typ wie George Nader, Guy Madison und Jeffrey Hunter gefragt. In etwas aufwendigeren Filmen wie beispielsweise Douglas Sirks Der letzte Akkord musste er sich aber zumeist mit Nebenrollen begnügen. In Fritz Langs Vor dem neuen Tag war er 1952 der Liebhaber von Marilyn Monroes Figur. Neben der Arbeit für Theater und Film trat Andes ab den 1950ern auch in diversen Fernsehproduktionen auf. Nach 1960 wurden seine Filmauftritte selten, stattdessen wirkte er als Gastdarsteller in verschiedenen bekannten Serien mit. 1963 spielte er neben Glynis Johns in deren kurzlebiger Sitcom Glynis eine Hauptrolle. Zuletzt stand er 1980 für den Fernsehfilm Vom Bösen geblendet vor der Kamera. 
Die letzten Jahre seines Lebens waren von schwerer Krankheit (unter anderem Blasenkrebs) gezeichnet. Offenbar auch deshalb beging Andes 2005 im Alter von 85 Jahren Suizid. Er war zweimal verheiratet und Vater zweier Söhne. Seine beiden Söhne Mark Andes und Matt Andes waren Mitglieder der Rockbands Spirit und Jo Jo Gunne, Mark war zudem bei Heart und Canned Heat als Bassist aktiv.

## Filmografie (Auswahl)
- 1944: Winged Victory
- 1947: Die Farmerstochter (The Farmer’s Daughter)
- 1949: Project X
- 1952: Vor dem neuen Tag (Clash by Night)
- 1952: Kampf um den Piratenschatz (Blackbeard the Pirate)
- 1953: Explosion in Nevada (Split Second)
- 1955: A Life at Stake
- 1955: Das gibt es nur in Kansas (The Second Greatest Sex)
- 1956: Klar Schiff zum Gefecht (Away All Boats)
- 1956: Zurück aus der Ewigkeit (Back from Eternity)
- 1956: Dem Tode entronnen (Pillars of the Sky)
- 1957: Der letzte Akkord (Interlude)
- 1958: Einer stand allein (Damn Citizen)
- 1959: Hölle am River Thai (Surrender – Hell!)
- 1959–1960: This Man Dawson (Fernsehserie, 39 Folgen)
- 1961: Abenteuer unter Wasser (Sea Hunt; Fernsehserie, Folge Crime at Sea)
- 1963: Glynis (Fernsehserie, 13 Folgen)
- 1963/1964: Perry Mason (Fernsehserie, zwei Folgen)
- 1965–1966: Paradise Bay (Fernsehserie, 162 Folgen)
- 1967: Daniel Boone (Fernsehserie, Doppelfolge The Williamsburg Cannon: Part 2)
- 1967: Raumschiff Enterprise (Star Trek; Fernsehserie, Folge The Apple)
- 1967: Tennisschläger und Kanonen (I Spy; Fernsehserie, drei Folgen)
- 1970: Hell’s Bloody Devils
- 1970: Tora! Tora! Tora! (Tora! Tora! Tora!)
- 1972–1975: Cannon (Fernsehserie, vier Folgen)
- 1973: Die Straßen von San Francisco (The Streets of San Francisco; Fernsehserie, Folge Act of Duty)
- 1979: Der Mann der tausend Eigenschaften (The Ultimate Impostor, Fernsehfilm)
- 1979: … und Gerechtigkeit für alle (… And Justice for All)
- 1980: Vom Bösen geblendet (Blinded by the Light, Fernsehfilm)